# Лозинський Михайло Леонідович
Михайло Леонідович Лозинський (рос. Лозинский, Михаил Леонидович, 8 (20) липня 1886, Гатчина — 31 січня 1955, Ленінград) — російський та радянський перекладач, поліглот та поет.

## Життєпис

### Родина
Родина Лозинських походить з Поділля, Західної України. Прізвище походить від українського слова лоза, а його представники були православним дворянським родом з невеликими статками. Аби відрізнятися від інших Лозинських, мали місцеве прізвисько — Діжа-Лозинські. Чому саме Діжа, відомостей не збереглося.
Батько — Лозинський Леонід Якович, закінчив юридичний факультет Санкт-Петербурзького імператорського університету, був відомим адвокатом у Петербурзі, завдяки чому матеріальний стан родини потроху стабілізувався. Був пристрасним бібліофілом, заохочував вивчення європейських мов у родині. Для синів виписував журнал — німецькою, для дочки — французькою.
Молодший брат Михайла Григорій Леонідович теж став перекладачем, знав старофранцузьку і сучасну французьку, фінську, шведську, португальську, арабську мови.
Мати — Анна Іванівна, емігрувала у Францію після більшовицького перевороту, похована разом з молодшим сином Григорієм на цвинтарі Сен-Женевьєв де Буа під Парижем.
Мав трьох дітей — Михайла, Григорія, Єлизавету.

### Навчання
Михайло Леонідович закінчив 1-шу петербурзьку гімназію з золотою медаллю. Після закінчення гімназії жив у Німеччині, слухав лекції.в Берлінському університеті. Але базову освіту отримав у Петербурзькому університеті (юридичний факультет). Юристом не став, натомість ще п'ять років навчався на історико-філологічному факультеті.
Серед знайомих Михайла Леонідовича — відомі представники петербурзької літератури:
- Мандельштам Осип Емільович
- Анна Ахматова та інші.

### Служба в бібліотеці. Видавнича активність

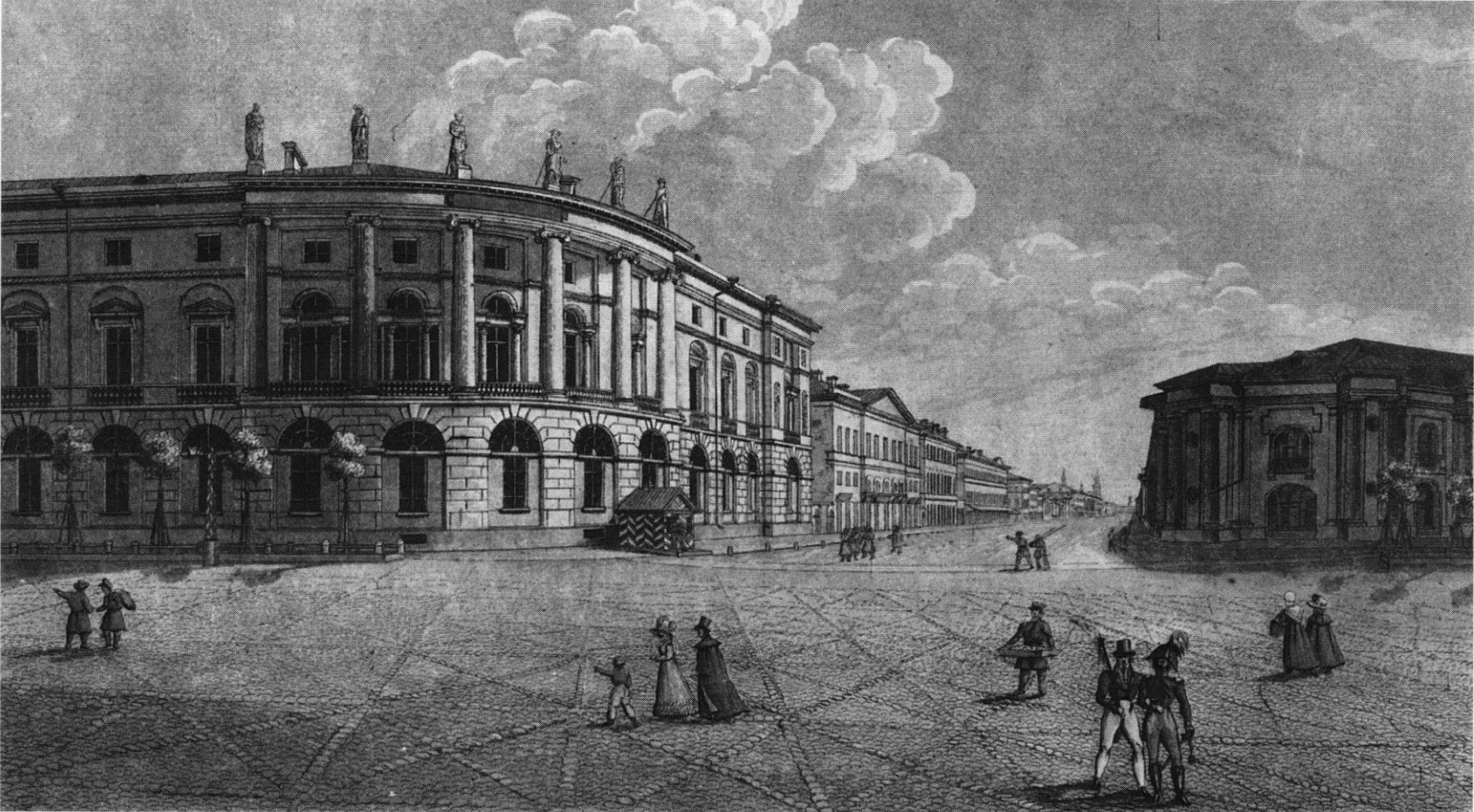
Публічна Бібліотека

Бібліофільські зацікавлення Михайла Леонідовича привели його до видавничої праці та служби в бібліотеці. З 1914 по 1937 рр. він — працівник Публічної Бібліотеки (нині Російська національна бібліотека) в Петербурзі. Михайло Леонідович був зберігачем бібліотеки французького письменника Вольтера.
У 1912 році Михайло Леонідович організував видавництво «Гіперборей», де друкували свої твори представники літературного напряму, відомого як акмеїзм.

### Видавництво «Петрополіс»
Трохи пізніше (у 1918 році) молодший брат Григорій Леонідович теж заснував видавництво — «Петрополіс», що зробило значний внесок у видавничу справу та літературу. Видавництво працювало в 1918—1922 роках, а потім було перенесене до Берліна, де існувало до переломного 1933 року. 15-річний ювілей видавництва прийшовся на фашистське підпалення Рейхстагу в Берліні. Видавництво перенесли до Брюсселя і воно припинило свою діяльність лише за умов фашистської окупації міста у 1940 р.

### Видавництво «Всесвітня література»
У 1918 році з ініціативи письменника М. Горького було засноване видавництво «Всесвітня література». Визнаний більшовиками за письменника № 1, М. Горький ставив за мету знайомити нового, небуржуазного читача зі зразками літератури Європи, Америки, Сходу в нових і науково обґрунтованих перекладах. Видавництво мало владну підтримку і до нього залучили найкращих на той час письменників та філологів, що не емігрували з країни. У видавництві працювали:
- Блок Олександр Олександрович
- брати Лозинські
- Замятін Євген Іванович
- Чуковський Корній Іванович та інші.

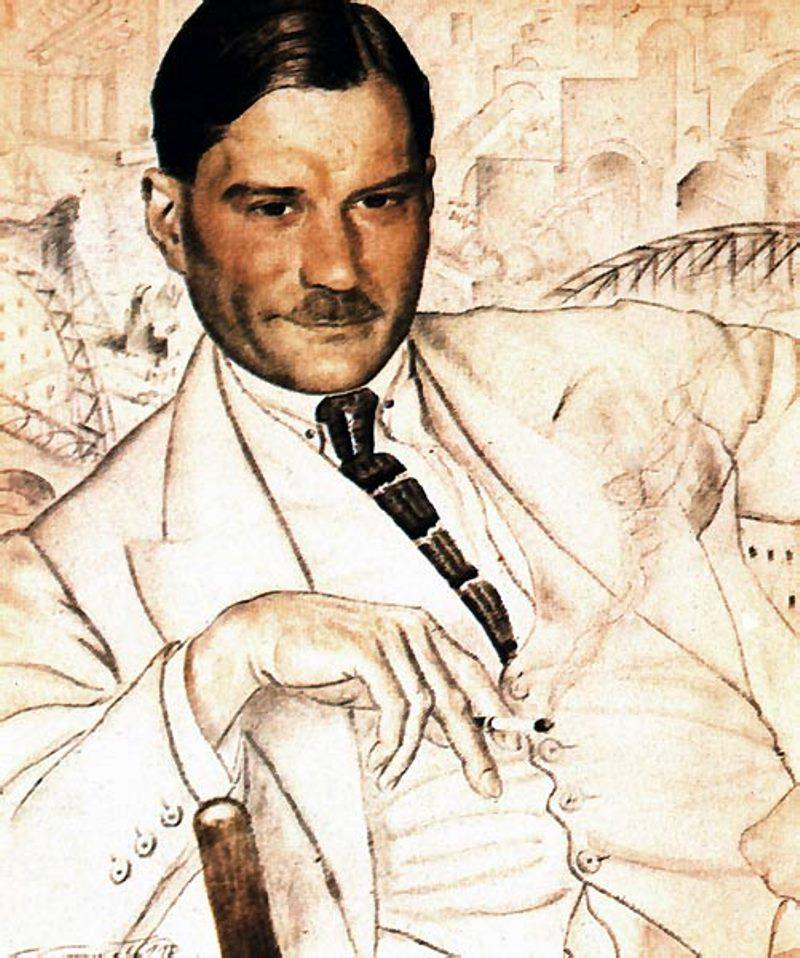
Худ. Борис Кустодієв, письменник Євген Замятін
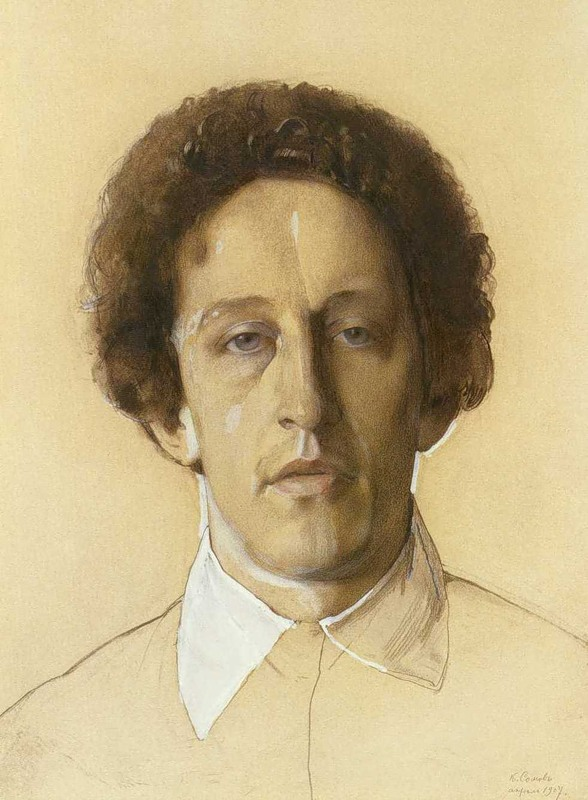
Худ. Костянтин Сомов,поет Олександр Блок

### Шляхи братів
Шляхи братів сильно розійшлися після еміграції молодшого Григорія. Він стане професором старофранцузької мови в університеті Сорбонна і житиме в Парижі.
Михайло залишився в Петрограді, хоча отримав запрошення на працю у Францію в Страссбурзький університет, і поринув у перекладацьку діяльність в СРСР.
Лозинський Михайло Леонідович помер у Ленінграді, його поховано на цвинтарі Літераторські мостки.

### Зразки перекладів
- Шекспір — «Гамлет», «Річард ІІІ», «Дванадцята ніч», «Макбет», «Отелло», «Сон у літню ніч»
- Лопе де Вега — «Валенсіанська удова», «Фуенте Овехуна»
- Хуан Руїс де Аларкон — «Сумнівна правда»
- Тірсо де Моліна — «Дон Хіль»
- Данте Аліг'єрі — «Божественна комедія»
- Бенвенуто Челліні — «Життєпис. написаний ним»
- Габріеле д'Анунціо — «Пізанелла»
- Мольєр — «Тартюф»
- П'єр Корнель — «Сід»
- Проспер Меріме — «Кармен»
- Ромен Роллан — «Кола Брюньон»

## Нагороди та премії
- Сталінська премія 1-го ступеня (1946 р.);
- Орден «Знак Пошани».